# Jürgen Goertz

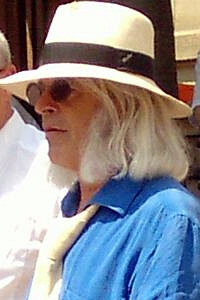
Jürgen Goertz (2003)

Jürgen Goertz (* 13. März 1939 in Czeluścin, Polen) ist ein deutscher Bildhauer.

## Leben
Jürgen Goertz wuchs nach dem Zweiten Weltkrieg in dem Dorf Küsten (Wendland) auf – später schuf er für die dortige Friedenskirche die Innenausstattung –, machte 1960 am Gymnasium Lüchow das Abitur und studierte von 1963 bis 1966 an der Kunstakademie Karlsruhe Bildhauerei. Er schloss das Studium mit dem Examen für Kunsterziehung ab. Im Jahr 1970 heiratete er die Malerin Christa Heyn. In den Jahren 1971 und 1972 erhielt er einen Lehrauftrag an der Akademie der Bildenden Künste Karlsruhe. Eine erste Ausstellung seiner Werke fand 1974 im Badischen Kunstverein Karlsruhe statt. 1974 wurde auch seine Tochter Eva-Julia geboren. 2004 wurde er mit dem Ehrentitel „Prof. h.c.“ als bedeutender Bildhauer ausgezeichnet. Die Ehrung wurde vom damaligen Ministerpräsident von Baden-Württemberg Erwin Teufel vorgenommen. Jürgen Goertz ist Mitglied im Deutschen Künstlerbund, er lebt und arbeitet in Eichtersheim südlich von Heidelberg. Sein Atelier befindet sich in der profanierten Schlosskirche Eichtersheim.

## Werke
Goertz ist bekannt für ausdrucksstarke Plastiken aus Bronze und anderen Werkstoffen. Besonders in Süddeutschland sind viele seiner Werke präsent als Kunst im öffentlichen Raum. 1987 sorgte Goertz mit dem umstrittenen Ku(h)riosum in Bietigheim-Bissingen für ein internationales Presseecho. Am Wirkungsort des Künstlers, in Angelbachtal-Eichtersheim, sind im Schlosspark und auf dem angrenzenden Friedrich-Hecker-Platz mehr als zehn seiner Skulpturen aufgestellt, darunter auch eine Kopie des Ku(h)riosums.
- 1971/71: Altarausstattung und Ambo für die Pfarrkirche St. Gallus in Hofweier[3]
- 1975 bis 1981: „Musengaul“ am Badischen Staatstheater Karlsruhe
- 1978: Plastik in der Notburgakirche Hochhausen
- 1979: "Multimissionar" auf dem Campus Vaihingen der Uni Stuttgart
- 1980 bis 1984: Das „Rastatter Rätsel“
- 1983: Großplastik und Keramikwandgestaltung an der Europahalle Karlsruhe
- 1984: „Der Hase“, in Nürnberg
- 1984:  „Einstein-Brunnen“ in Ulm
- 1985: „Güglinger Bacchus“ im Deutschen Hof in Güglingen
- 1986: „Archidee“ vor dem Technischen Rathaus in Freiburg im Breisgau
- 1987: Ku(h)riosum, Bietigheim-Bissingen, Kronenplatz
- 1988: „Christophorus“, Großplastik aus Marmor und Bronze an der Kilianskirche in Heilbronn
- 1988: „EGOLOHNE 88“, Brunnenskulptur auf dem Alten Markt in Lohne (Oldenburg)
- 1989: „Paar-oh-die“, Brunnenplastik am Neuen Markt in Rotenburg (Wümme)
- 1986/1990: „Besselei“ in Bremen
- 1990: „Konferenz der Elemente“ in Coesfeld
- 1991: „Mondscheinbrunnen“ vor dem Chor der Stadtkirche in Schorndorf
- 1991: Skulptur „Resonanz“ in der Filiale Durlach der Volksbank Karlsruhe, seit Dezember 2017 im Skulpturenpark Wettersbach
- 1992: Neugestaltung des Königsplatzes in Germersheim mit der Kunstkonzeption „Flügel der Fantasie“
- 1992/96: Augustinusfigur und Skulpturenensemble zum Thema Bergbau. vor der Propsteikirche St. Augustinus in Gelsenkirchen
- 1993: „Turm der grauen Pferde“, Bietigheim-Bissingen
- 1993: „Anscavallo“, Ansbach
- 1997: Janus-Brunnen in Borken[4]
- 1997: „Traumbrunnen“ hinter der Nikolaikirche in Heilbronn
- 1998: Gestaltung des Altars, Taufbeckens und der Kanzel in der Friedenskirche Küsten (Wendland) sowie sechs Wandreliefs
- 1998: Gestaltung des Museumskellers im Simplicissimus-Haus Renchen, u. a. mit dem Fabelwesen[5]
- 2000: Großplastik „S-Printing Horse“ auf dem Vorplatz der Print Media Academy in Heidelberg (größte Pferdeskulptur der Welt)
- 2000: Für die EXPO 2000 wurde am Standort Bad Pyrmont ein Wasserlauf mit mehreren künstlerischen Stationen geschaffen.
- 2001: Kunstkonzept mehrerer hundert Kopfgestalten in unterschiedlich stilistischen Varianten für das Haus der Köpfe, Villa Visconti in Bietigheim-Bissingen. Die Eröffnung der Villa fand am 15. Juni 2003 statt.
- 2003: „Ans-Bach-Säule“, Martin-Luther-Platz in Ansbach
- 2004: Großplastik „Pegasus“ im Technologie- und Ökologiedorf (TED) in Bruchsal
- 2007: Schutzengel. für die Brunnengalerie in Wiesloch
- 2007: Großplastik Rolling Horse am Europaplatz Berlin Hauptbahnhof
- 2012: Stele „Richard Hansen“ im Sichtungsgarten Weihenstephan in Freising[6]
- 2013: „Racing“ in Iffezheim
- 2015: "Ortsprofil im Kreisverkehr" am Kreisverkehr in Angelbachtal, Kreuzung B292 und L551

## Galerie

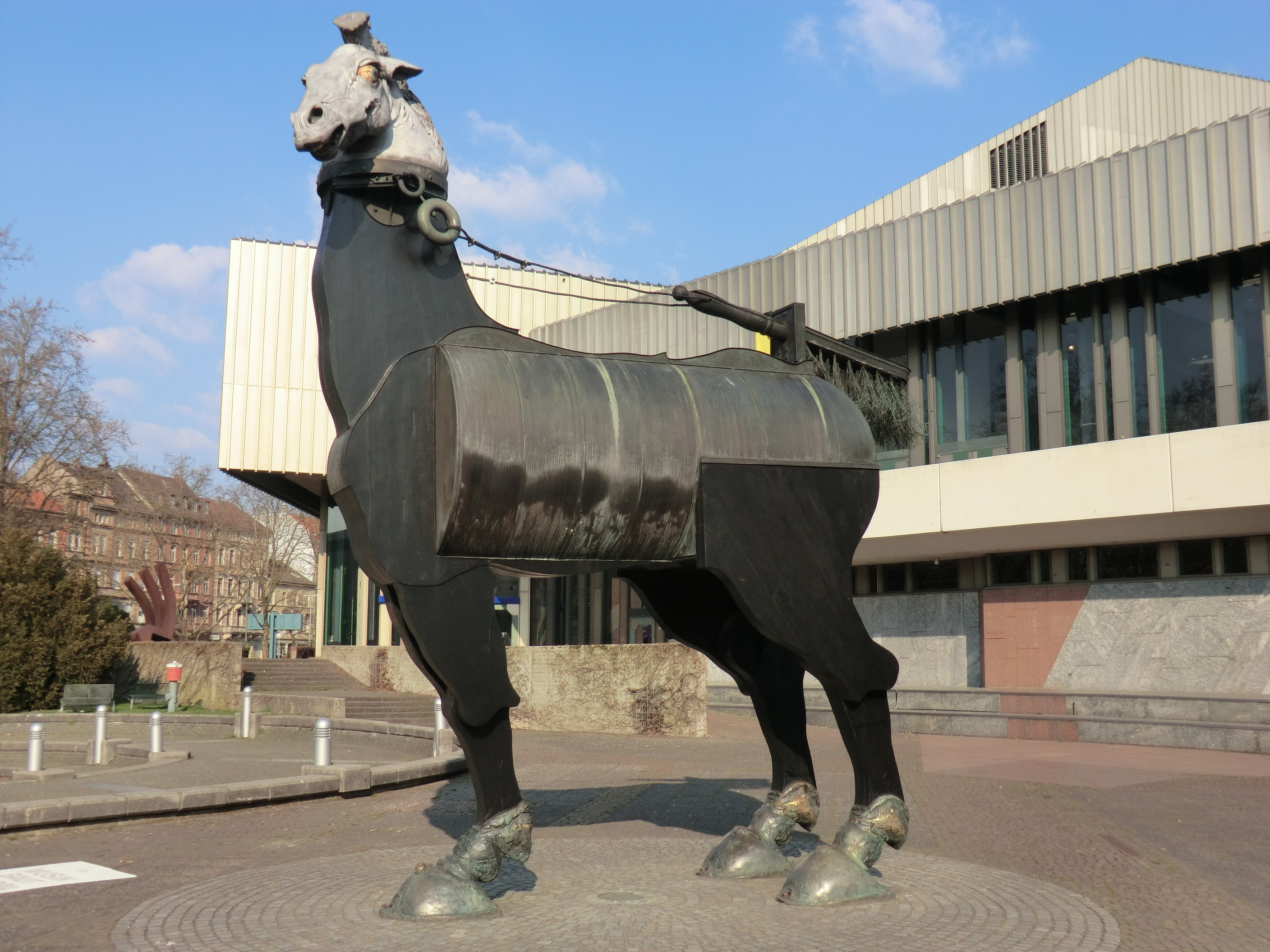
Musengaul Karlsruhe, 1981
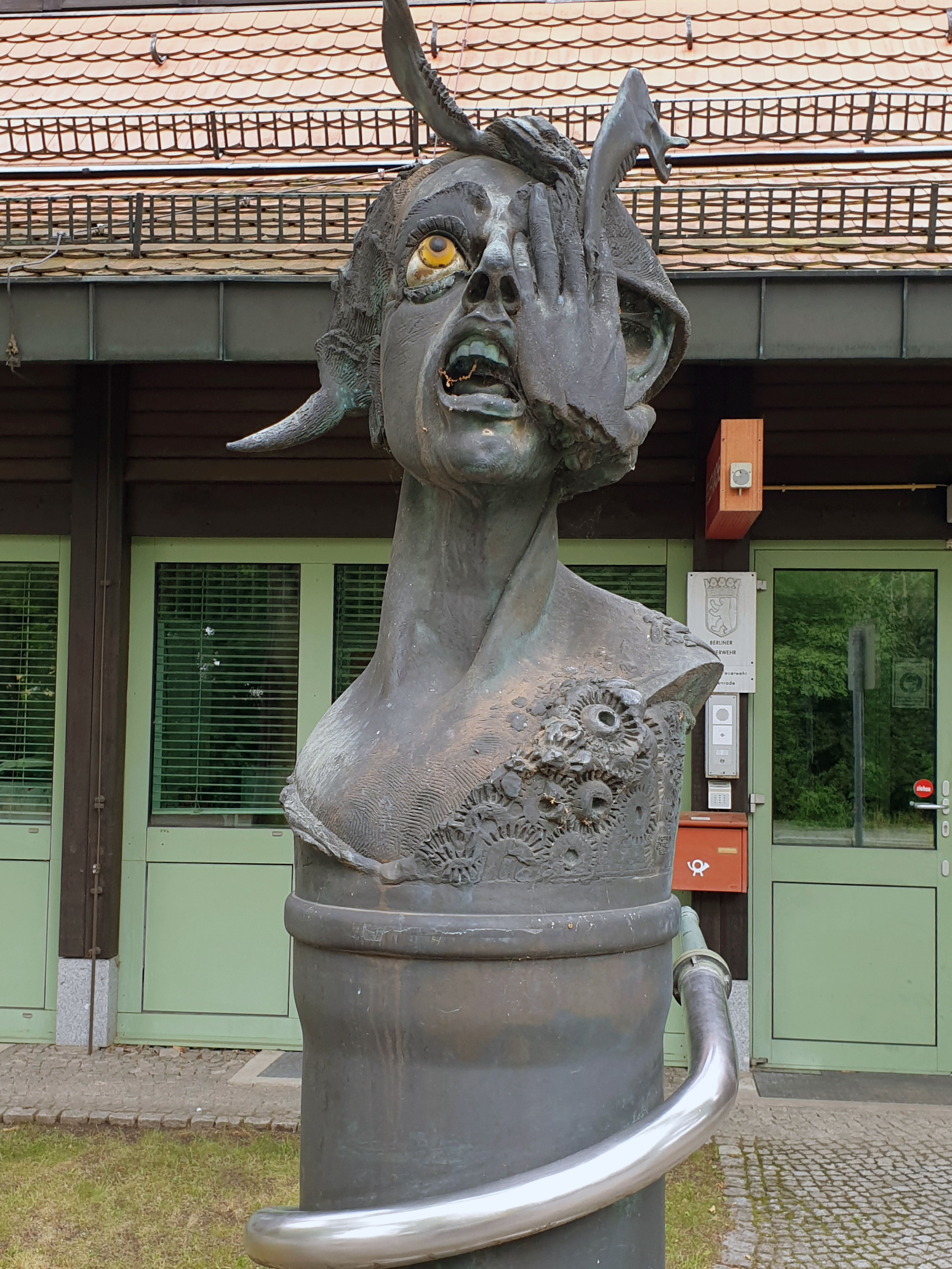
Der Schrei Berlin, 1986
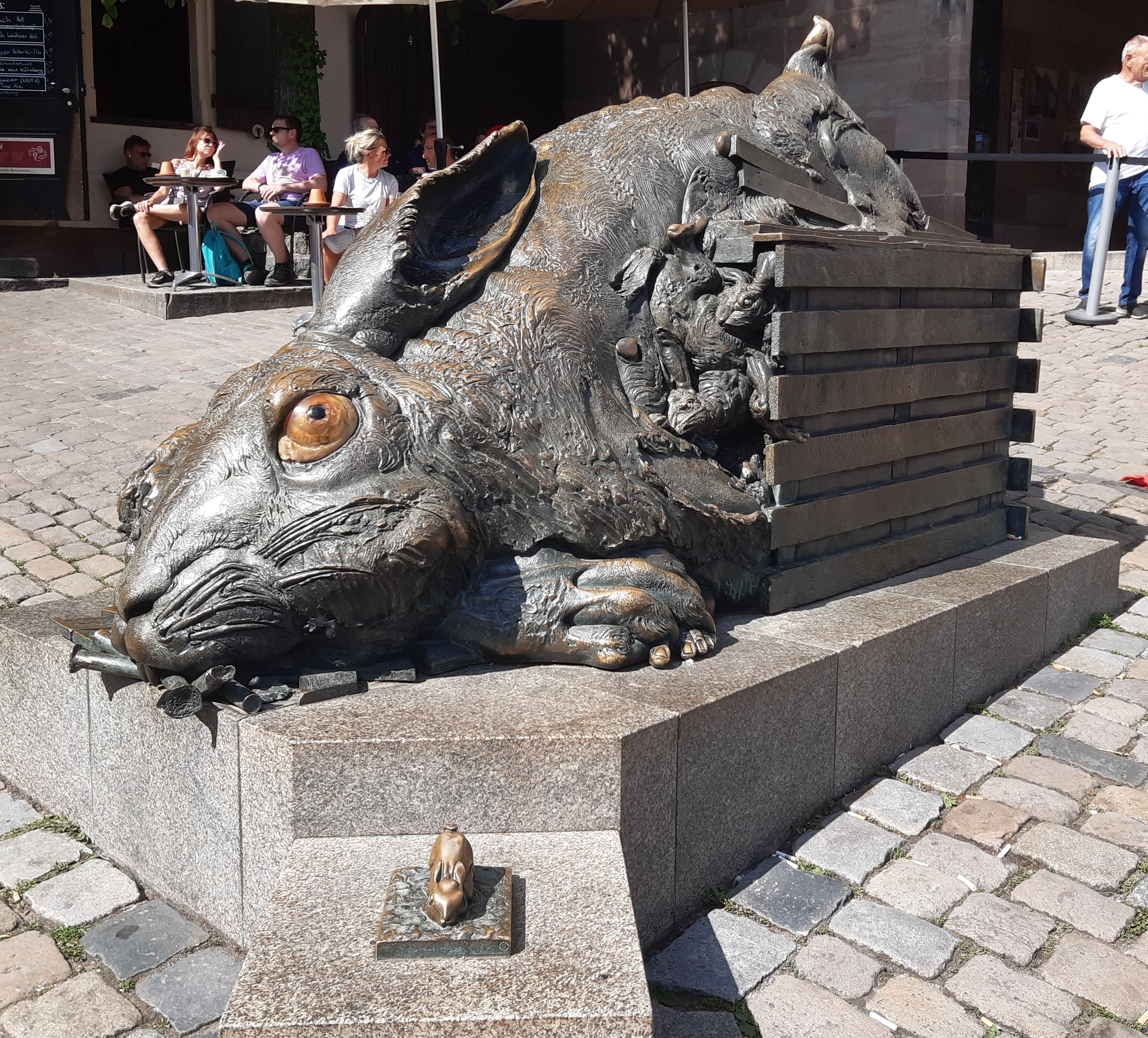
Der Hase Nürnberg 1984
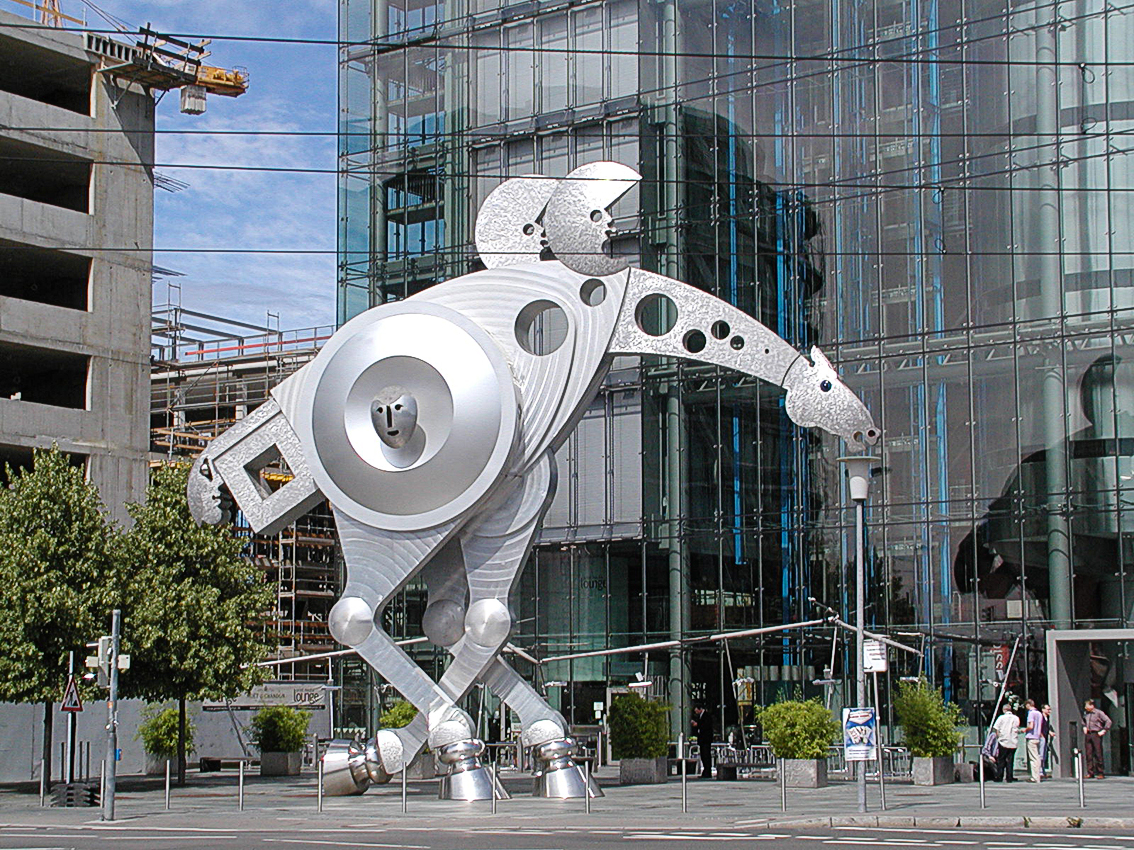
S-Printing Horse Heidelberg, 2000
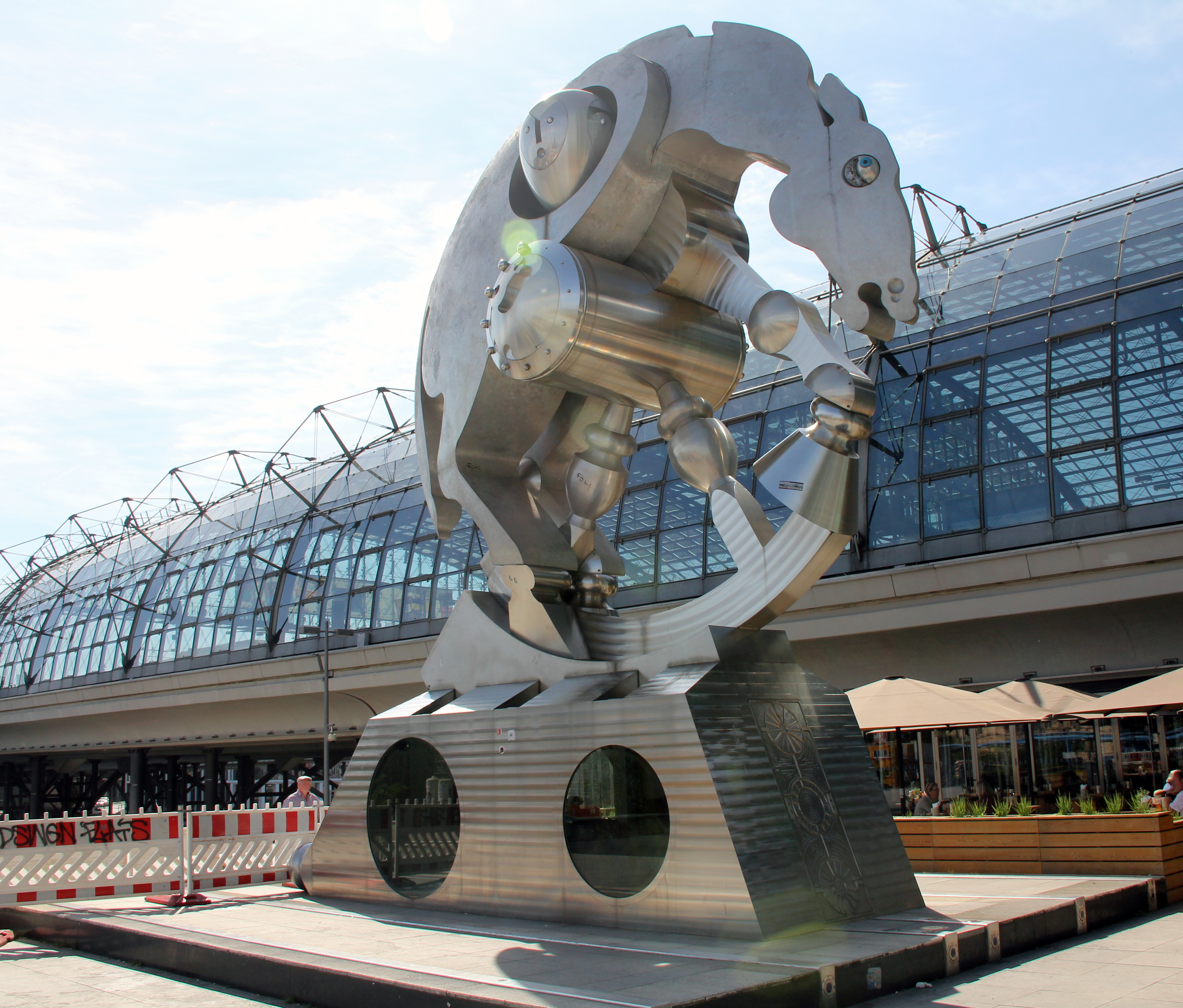
Rolling Horse Berlin, 2007
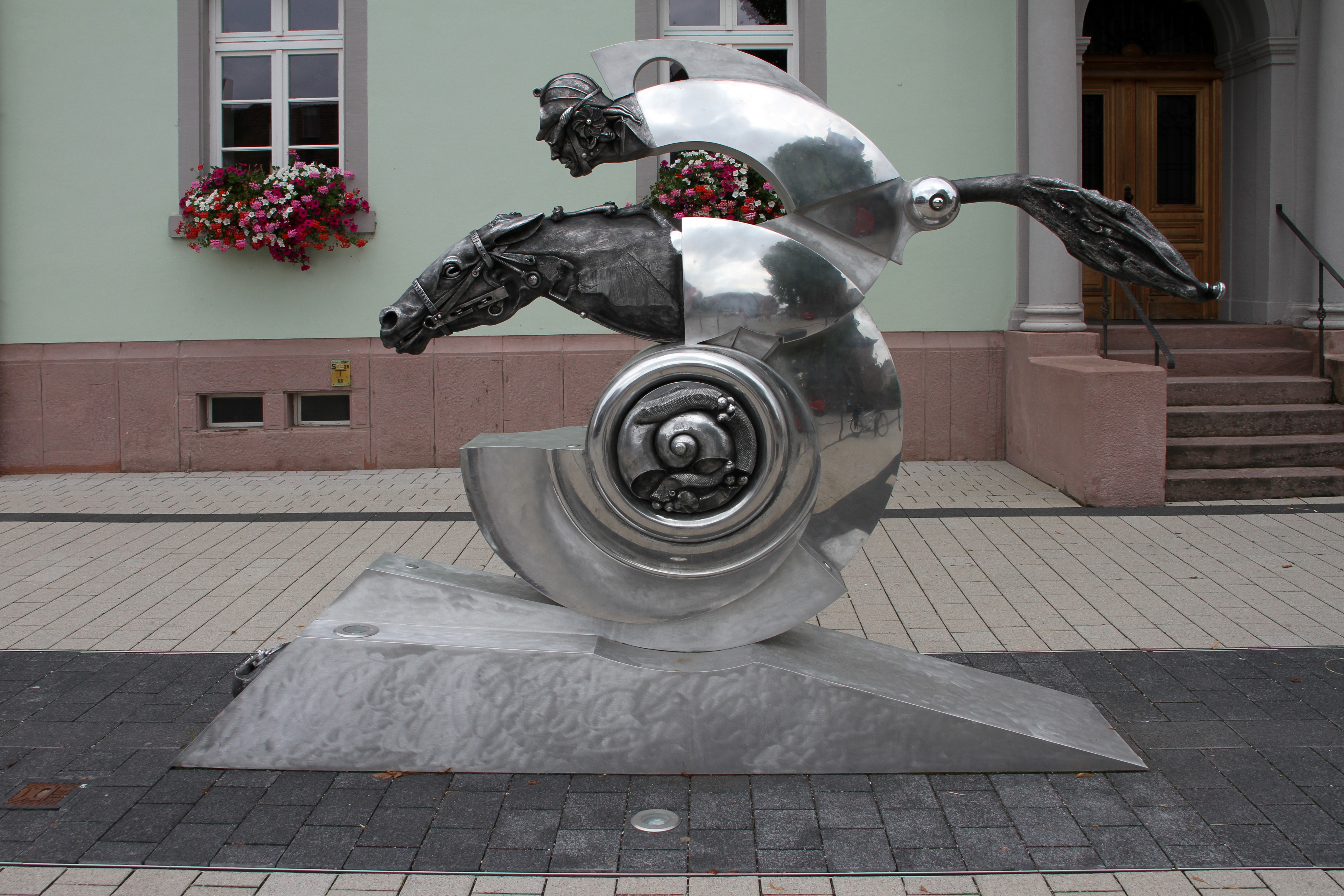
Racing Iffezheim, 2013
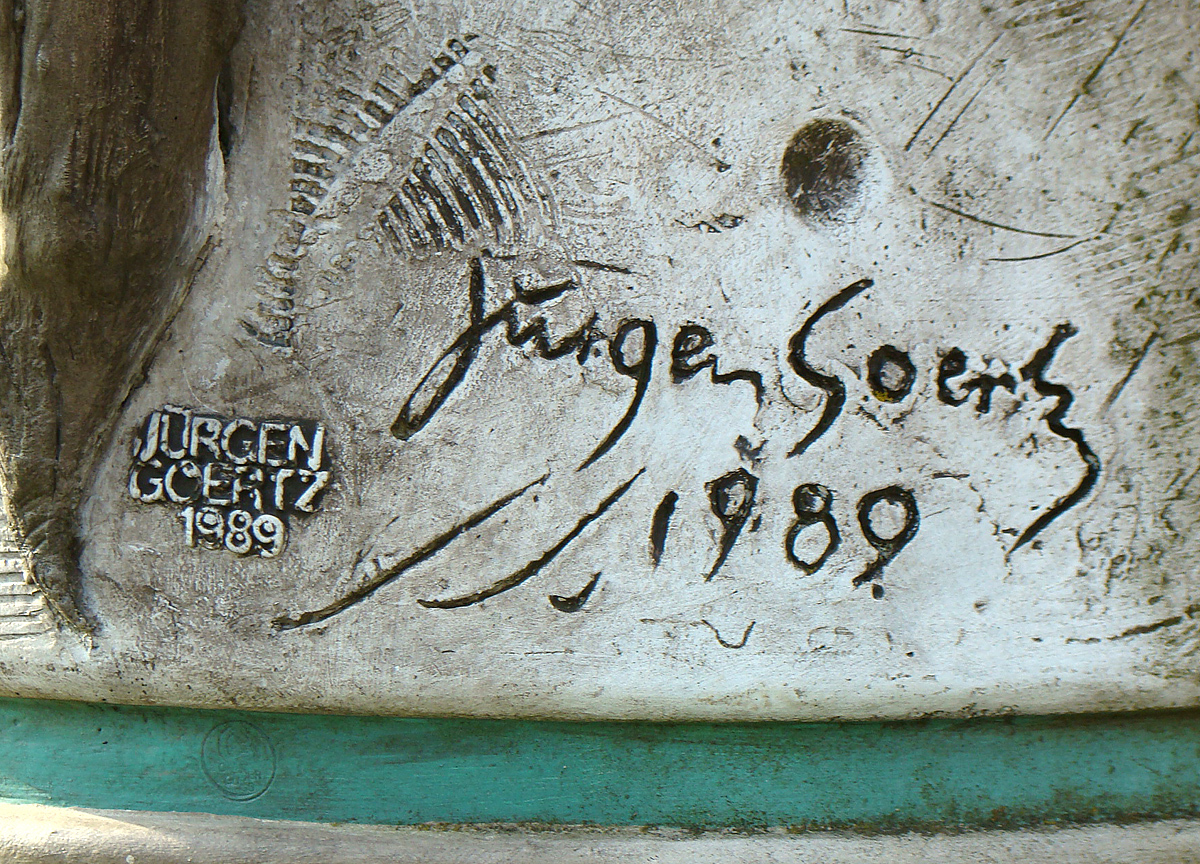
Künstlersignatur auf einer Skulptur im Schlosspark in Eichtersheim